# Pagoda de Yasaka
La Pagoda de Yasaka (八坂の塔, Yasaka no tō), també coneguda com a Torre de Yasaka, és una pagoda budista de Kyoto, al Japó. Aquesta pagoda de cinc pisos d'alçada és l'última estructura que queda d'un complex de temples del segle vi conegut com a temple Hōkan-ji. La pagoda és una popular atracció turística.

## Història
Les proves arqueològiques daten la fundació de la pagoda Yasaka al segle vii. La data de fundació es disputa entre el regnat del príncep Shotoku Taishi i el sisè any del període Tenmu (678 CE). La pagoda i el temple associat van ser destruïts i reconstruïts diverses vegades fins al 1408, última reconstrucció de la pagoda que s'ha conservat fins als nostres dies.
El control de la pagoda es va disputar històricament entre el proper santuari xintoista Gion (Yasaka) i el temple budista Kiyomizu-dera, fins al punt que la pagoda va ser incendiada el maig de 1179. Més tard va ser reconstruïda el 1191 amb el finançament del noble Minamoto no Yoritomo. El 1240, el sacerdot del temple budista proper de Kennin-ji va incorporar la pagoda al budisme zen, que continua sent la designació oficial de la pagoda de Yasaka fins als nostres dies.